# ازدنکو کوبشچاک
ازدنکو کوبشچاک (کرواتی: Zdenko Kobeščak؛ زادهٔ ۳ دسامبر ۱۹۴۳) بازیکن فوتبال اهل یوگسلاوی بود.
از باشگاه‌هایی که در آن بازی کرده‌است می‌توان به باشگاه فوتبال ماریبور، باشگاه فوتبال دینامو زاگرب، باشگاه فوتبال زاگرب، و باشگاه فوتبال رن اشاره کرد.
وی همچنین در تیم ملی فوتبال یوگسلاوی بازی کرده‌است.